# Apatura
Apatura – rodzaj motyli z rodziny rusałkowatych.